# Droga wojewódzka 654
Die Droga wojewódzka 654 (DW 654) ist eine neun Kilometer lange Droga wojewódzka (Woiwodschaftsstraße) in der polnischen Woiwodschaft Kujawien-Pommern, die Silno mit Toruń verbindet. Die Strecke liegt im Powiat Toruński und in der Kreisfreien Stadt Toruń.

## Streckenverlauf
Woiwodschaft Kujawien-Pommern, Powiat Toruński
-  Silno (Schillno) (DW 258)
- Grabowiec (Grabowitz)
-  Złotoria (Schillno) (DW 657)

Woiwodschaft Kujawien-Pommern, Kreisfreie Stadt Toruń
-  Toruń (Thorn) (A 1, S 10, DK 10, DK 15, DK 80, DK 91, DW 257, DW 273, DW 553, DW 585)